# لان روبرتس
لان روبرتس (بالإنجليزية: Lan Roberts)‏ هو مقدم برامج إذاعية أمريكي، ولد في 18 ديسمبر 1936، وتوفي في 30 ديسمبر 2005.